# Floda IBK
Floda IBK är en innebandyklubb i Floda, Lerums kommun. 
Föreningen grundades den 9 december 1990 och har omkring 430 medlemmar med cirka 22 lag i seriespel. 

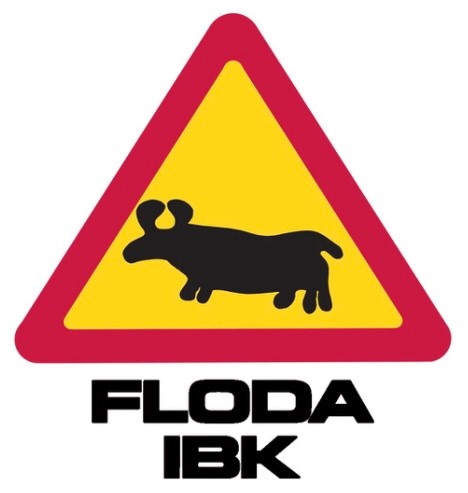
Floda IBK logotype.

Logotypen är unik och symboliserar en fornnordisk tjur i varningstriangel. Just en tjur valdes för att Lerums kommuns tidigare kommunlogga innehöll en tjur. Hällristningen på tjuren finns i Tanum. 
Hemmamatcher spelas i Nova Floda Sportcenter, Floda. 
Floda IBK är en del av Nova Floda Sportcenter AB. 
Damlaget spelar i div.2, Västra Götaland inom Västsvenska innebandyförbundet. 
Herrlaget spelar i div.1, Västra Götaland inom Svenska innebandyförbundet. 
Några höjdpunkter under innebandysäsongen är: Klubbdagen, Tjejdagen och Kungshamnslägret. Klubbdagen arrangerades första gången 2004 och tjejdagen sedan 2016- Kungshamnslägret har arrangerats varje år sedan 2013. 
Landslagsspelare från klubben har varit Gustav Fritzell och Jessica Birks som under 2019 spelade för Australiens landslag i innebandy. Hon har dubbla medborgarskap och kan därmed få spela för Australien.